# Matthias Lanzinger
Matthias Lanzinger (Abtenau, 9 dicembre 1980) è un ex sciatore alpino austriaco.
Vincitore della Coppa Europa nel 2004, a causa di un grave incidente occorsogli in gara nel 2008 ha subito l'amputazione di una gamba; in seguito è tornato alle competizioni, dedicandosi allo sci alpino paralimpico e vincendo in tale categoria varie medaglie paralimpiche e iridate.

## Biografia

### Carriera sciistica

#### Stagioni 1996-2004
Specializzato soprattutto in supergigante e slalom gigante, Lanzinger ha iniziato a prendere parte a gare FIS nell'agosto del 1995 e ha esordito in Coppa Europa il 9 gennaio 1998 a Donnersbachwald in slalom speciale, classificandosi 24º. Ha ottenuto i primi risultati di prestigio in carriera nel 2000 ai Mondiali juniores del Québec, dove ha conquistato la medaglia d'oro nella combinata e quella d'argento nello slalom speciale
In Coppa Europa ha conquistato il primo podio il 9 dicembre 2001 a Damüls in slalom gigante (3º) e la prima vittoria il 17 dicembre 2003 a Ponte di Legno/Passo del Tonale in discesa libera. In quella stagione 2003-2004 si è aggiudicato il trofeo continentale, piazzandosi anche al 2º posto nella classifica di supergigante.

#### Stagioni 2005-2008
In Coppa del Mondo ha esordito il 28 novembre 2004 nel supergigante di Lake Louise, giungendo 12º, e ha ottenuto il suo unico podio a Beaver Creek in supergigante il 1º dicembre 2005 (3º). Il 27 febbraio 2007 ha conquistato a Hermagor-Pressegger See in slalom gigante la sua ultima vittoria in Coppa Europa, nonché ultimo podio; alla fine di quella stagione è risultato 3º nella classifica generale e nuovamente 2º in quella di supergigante del trofeo continentale.
Domenica 2 marzo 2008, durante una gara di supergigante valida per la Coppa del Mondo a Lillehammer Kvitfjell, in seguito a una caduta Lanzinger, urtando forse contro il paletto di rilevamento dei tempi e a seguito delle violenti distorsioni alle articolazioni (lo sci sinistro non si era sganciato e il piede era stato torto più volte), ha riportato una frattura multipla alla gamba sinistra e una commozione cerebrale ed è stato trasportato, dopo diverso tempo, da un elicottero privato fino all'ospedale di Lillehammer, dal quale è stato in seguito trasferito per un intervento chirurgico d'urgenza all'ospedale universitario Ullevål di Oslo. Il martedì mattina, dopo ripetuti tentativi di ripristinare la circolazione del sangue della gamba, il medico ha eseguito l'amputazione al di sotto del ginocchio. L'incidente ha poi avuto strascichi giudiziari con la richiesta di un risarcimento da parte dell'atleta nei confronti della FIS per il ritardo nei soccorsi. In carriera non ha preso parte né a rassegne olimpiche né iridate.

#### Stagioni 2012-2017

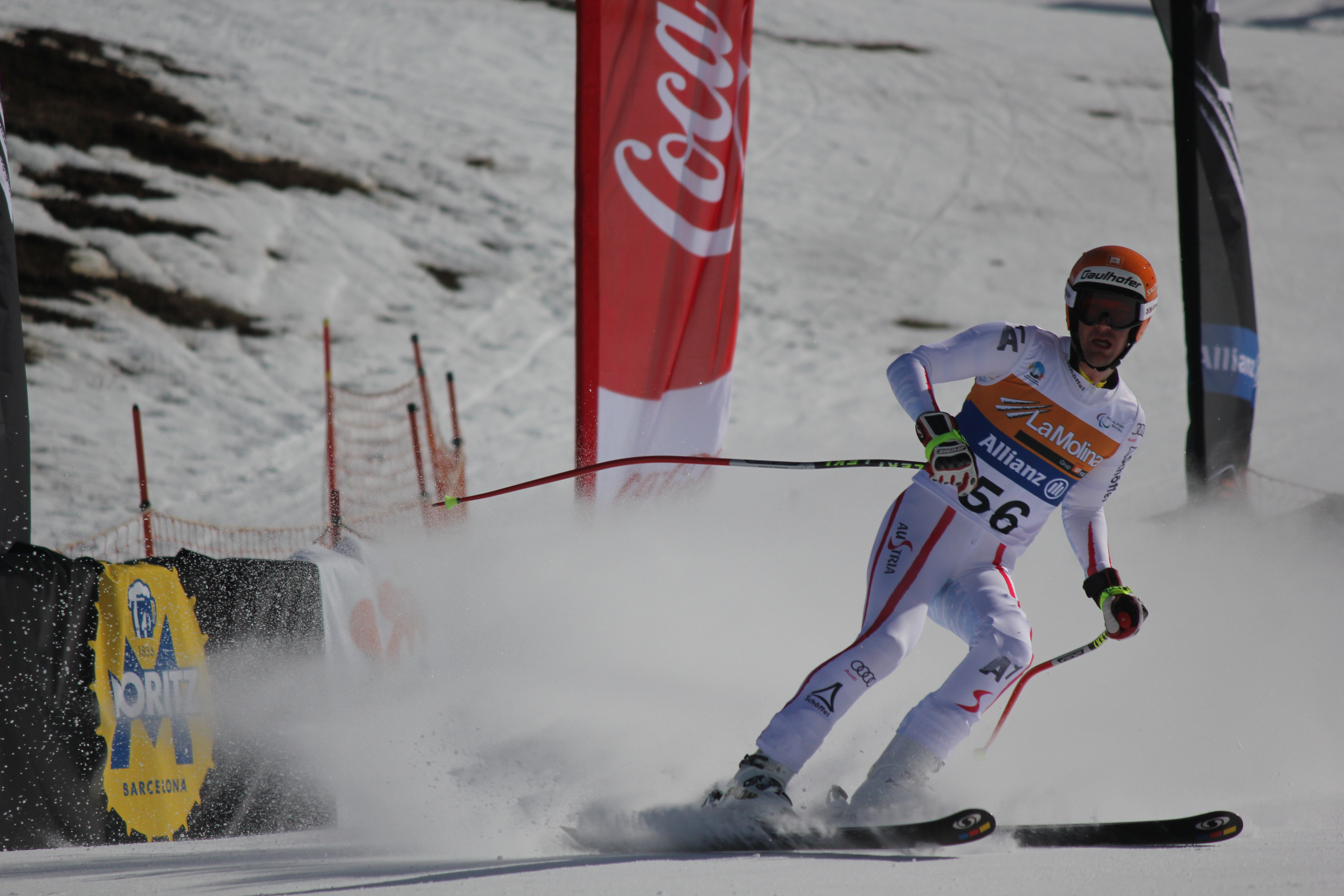
Lanzinger al termine del supergigante dei Mondiali paralimpici di La Molina 2013

Dalla stagione 2011-2012 Lanzinger è tornato alle gare, nello sci alpino paralimpico (categoria in piedi), e in quella sua prima annata ha colto la prima vittoria in Coppa Europa. Nel 2012-2013 ha iniziato a vincere le sue prime gare in Coppa del Mondo, classificandosi 2º nella classifica generale, e ha preso parte ai Mondiali di La Molina, vincendo la medaglia d'oro nella supercombinata, quella d'argento nel supergigante e quella di bronzo nella discesa libera.
Nel 2014 ha preso parte agli XI Giochi paralimpici invernali di Soči 2014, vincendo la medaglia d'argento nel supergigante e nella supercombinata e classificandosi 4º nella discesa libera, mentre nel 2015 ai Mondiali di Panorama si è aggiudicato la medaglia d'argento nella discesa libera e nel supergigante e quella di bronzo nella supercombinata e nella gara a squadre. Si è ritirato nel 2017.

### Altre attività
A partire dalla stagione 2008-2009 collabora con il programma televisivo Sport am Sonntag della ORF in qualità di esperto della Coppa del Mondo. È inoltre opinionista, sempre in ambito sportivo, del quotidiano viennese Kronen Zeitung e dal 2017 pratica a livello agonistico motociclismo paralimpico.

## Palmarès

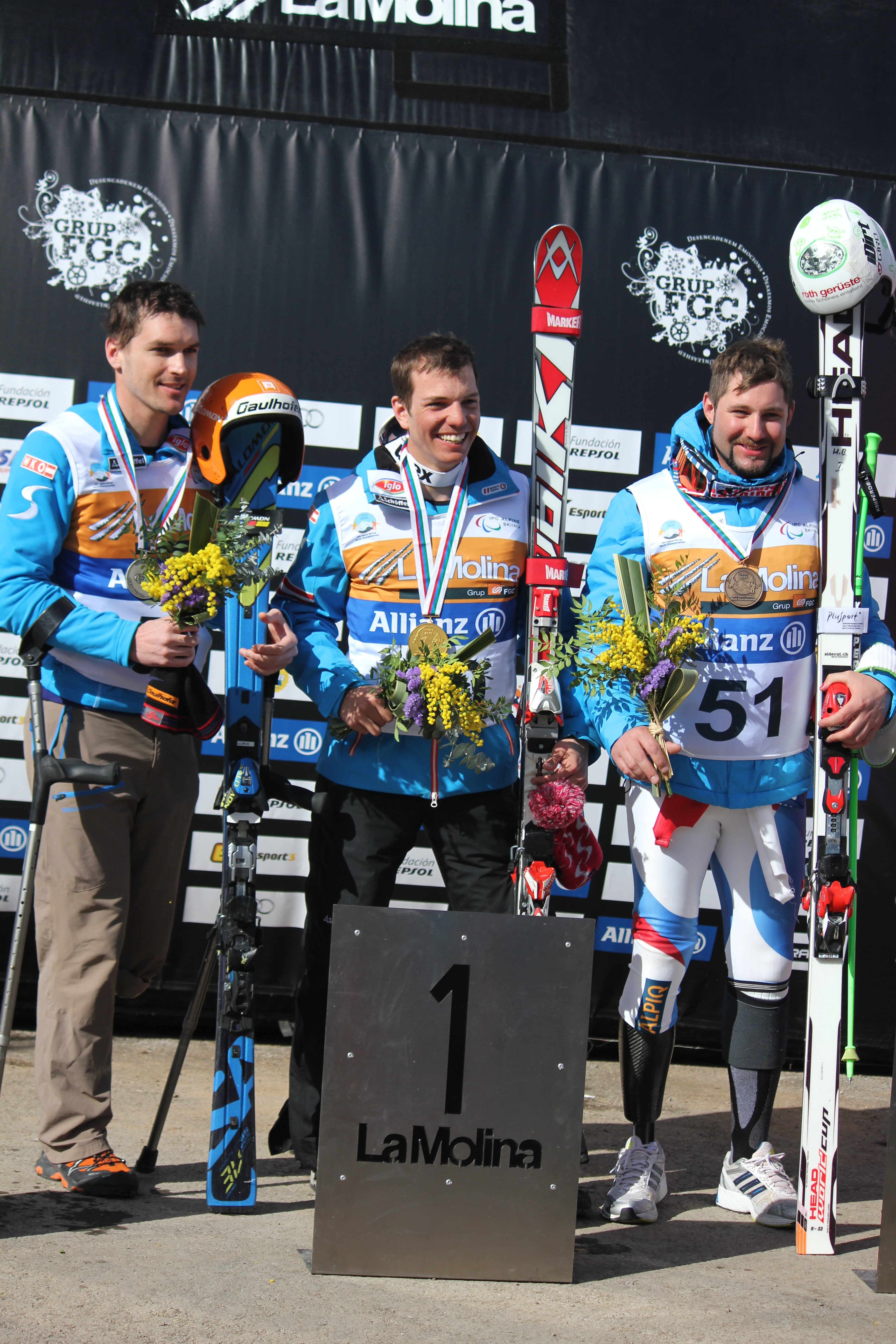
Matthias Lanzinger (argento, a sinistra) sul podio del supergigante in piedi ai Mondiali paralimpici di La Molina 2013, con Markus Salcher (oro, al centro) e Michael Brügger (bronzo, a destra)

### Paralimpiadi
- 2 medaglie:
  - 2 argenti (supergigante, supercombinata a Soči 2014)

### Mondiali paralimpici
- 7 medaglie:
  - 1 oro (combinata a La Molina 2013[4])
  - 3 argento (supergigante a La Molina 2013[5]; discesa libera, supergigante a Panorama 2015[3])
  - 3 bronzi (discesa libera a La Molina 2013[6]; supercombinata, gara a squadre a Panorama 2015[3])

### Mondiali juniores
- 2 medaglie:
  - 1 oro (combinata a Québec 2000)
  - 1 argento (slalom speciale a Québec 2000)

### Coppa del Mondo
- Miglior piazzamento in classifica generale: 54º nel 2006
- 1 podio:
  - 1 terzo posto

### Coppa del Mondo paralimpica
- Miglior piazzamento in classifica generale: 2º nel 2013[3]
- 17 podi[3]:
  - 10 vittorie
  - 5 secondi posti
  - 2 terzi posti

### Coppa Europa
- Vincitore della Coppa Europa nel 2004
- 16 podi:
  - 4 vittorie
  - 5 secondi posti
  - 7 terzi posti

#### Coppa Europa - vittorie
| Data             | Località                        | Paese   | Specialità |
| ---------------- | ------------------------------- | ------- | ---------- |
| 17 dicembre 2003 | Ponte di Legno/Passo del Tonale | Italia  | DH         |
| 6 febbraio 2004  | Les Orres                       | Francia | SG         |
| 9 gennaio 2006   | Hinterstoder                    | Austria | SG         |
| 27 febbraio 2007 | Hermagor-Pressegger See         | Austria | GS         |

Legenda:

DH = discesa libera

SG = supergigante

GS = slalom gigante

### Coppa Europa paralimpica
- 7 podi[3]:
  - 5 vittorie
  - 1 secondi posti
  - 1 terzi posti

### Campionati austriaci
- 4 medaglie[8]:
  - 2 ori (combinata nel 2001; combinata nel 2002)
  - 2 bronzi (combinata nel 1999; slalom gigante nel 2004)

### Campionati austriaci juniores
- 2 medaglie[8]:
  - 1 oro (slalom speciale nel 1997)
  - 1 bronzo (slalom speciale nel 2000)